# Трубізька осушувально-зволожувальна система

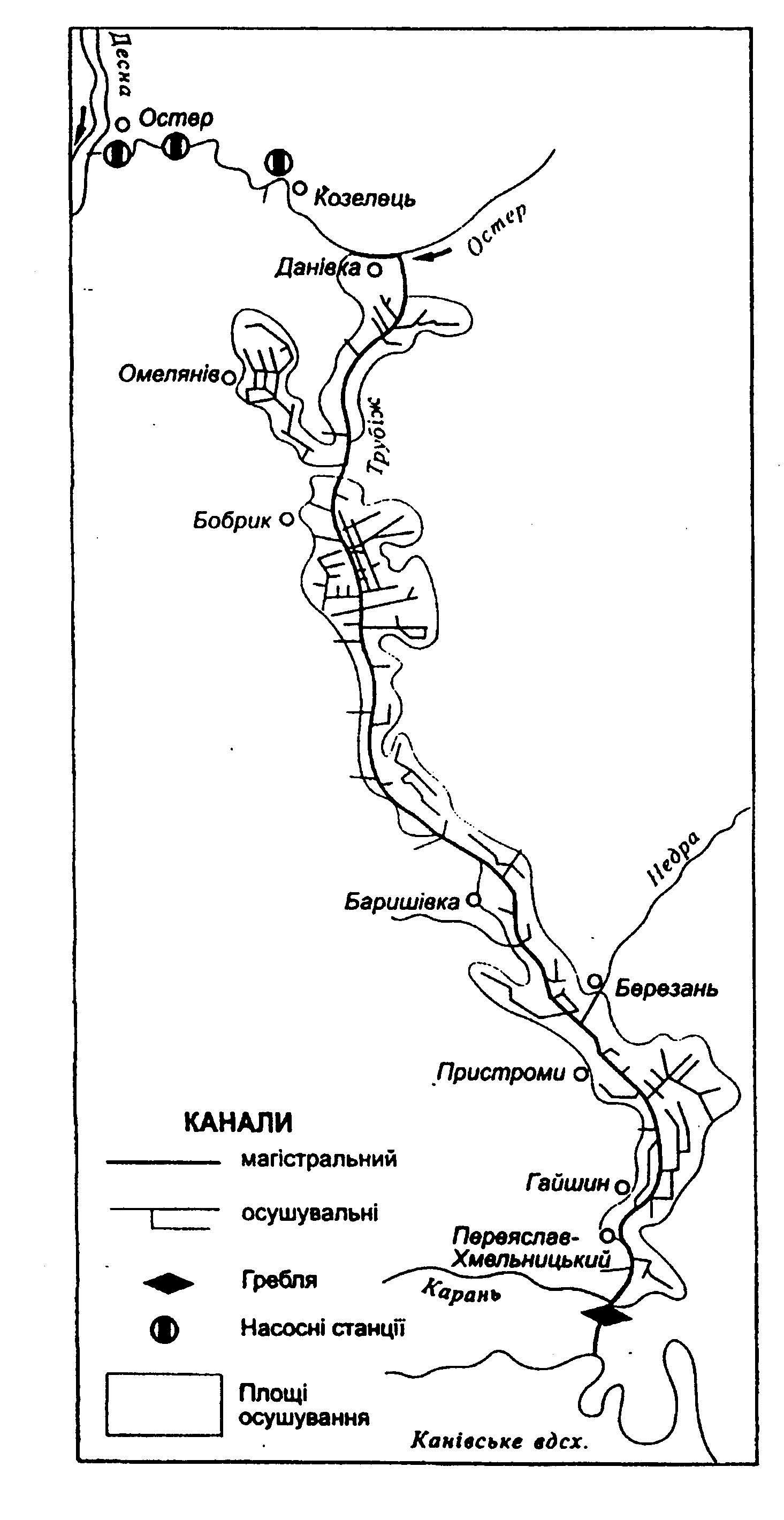
Трубізька меліоративна система — система двобічної дії (осушувально-зволожувальна)

Трубізька осушувально-зволожувальна система — гідромеліоративна система, споруджена в заплаві річки Трубежа і його приток Карані та Недри.
Трубізька осушувально-зволожувальна система двосторонньої дії побудована у 1954—1966 рр. на території Київської області. Загальна протяжність цієї системи — 1230 км. На ній побудовано 1125 різних гідротехнічних споруд із збірного залізобетону, в тому числі 827 шлюзів-регуляторів. Загальна площа осушення в басейні становить 37,3 тис. га земель, з них у заплавах рік Трубежа — 28,2 тис. га, Недри — 4,1 тис. га і Карані — 5 тис. га. Трубізька меліоративна система — система двобічної дії (осушувально-зволожувальна). Вона має гарантоване зволоження за рахунок перекидання води з р. Десни у верхів'я магістрального каналу. Слід також відзначити, що зараз рівень Трубежа знаходиться нижче рівня Дніпра. Для захисту трубізької долини від затоплення дніпровськими водами споруджено систему дамб протяжністю 10 км. Для відкачування вод з р. Трубіж у Канівське водосховище на р. Дніпро збудовано насосну станцію продуктивністю 85 м3/с.

## Схема Трубізької осушувально-зволожувальної меліоративної системи
Трубіж протікає на Придніпровській низовині, та є лівою притокою Дніпра, впадає в Канівське водосховище. Його довжина становить 113 км, а водозбірна площа дорівнює 4700 км². Долина річки широка, нечітко виявлена. Річище, крім гирлової ділянки, каналізоване. Основне живлення снігове. Замерзає у грудні, скресає у березні.
Протікає у Чернігівському районі Чернігівської області та Броварському й Бориспільському районах Київської області. Бере початок з болота поблизу с. Петрівського, тече Придніпровською низовиною. Долина коритоподібна, шириною до 3,5 км, глибиною до 10 м. Заплава завширшки 500—600 м, меліорована. Річище слабозвивисте, майже на всьому протязі відрегульоване, ширина його до 15 м. Верхів'я річки каналом сполучається з річкою Остер, звідти за допомогою насосних станцій перекачується вода з Десни. Похил річки 0,26 м/км. Замерзає наприкінці листопада — на початку грудня, скресає в 2-й половині березня. У пониззі лежить місто Переяслав. У заплаві Трубежа збудовано Трубізьку осушувально-зволожувальну систему (загальна площа 33 400 га)